# The Cardinals
The Cardinals sind eine US-amerikanische Rock-’n’-Roll-Band bestehend aus Ryan Adams (Gitarre, Gesang, Piano), Neal Casal (Gitarre, Gesang), Brad Pemberton (Schlagzeug), Jon Graboff (Pedal-Steel-Guitar) und Chris Feinstein (Bass). Gegründet wurden sie zunächst von Ryan Adams als dessen Band im Jahre 2004, damals noch bestehend aus Brad Pemberton, Catherine Popper (Bass), J. P. Bowersock (Gitarre) und Cindy Cashdollar (Pedal-Steel-Guitar).
Das erste Album unter dem Namen war "Cold Roses" (2005), das Country-, Bluegrass- und Rock-’n’-Roll-lastige Songs enthält. Darauf folgte das deutlich country-lastigere "Jacksonville City Nights" (2005) und im Jahre 2007 unter demselben Namen die EP "Follow the Lights".
Zudem sind The Cardinals auf "Easy Tiger" (2007) zu hören, das jedoch unter dem Künstlernamen 'Ryan Adams' veröffentlicht wurde.
Ende Oktober 2008 erschien das Album "Cardinology" unter dem Namen Ryan Adams & The Cardinals, welches 12 Songs enthält.
Aufgrund einer Innenohrerkrankung entschied sich Ryan Adams, seine Band nach der Finalshow am 20. März 2009 zu verlassen.
Chris Feinstein verstarb am 14. Dezember 2009 im Alter von 42 Jahren in New York City.
Im Februar 2010 veröffentlichte Neal Casal das Buch Ryan Adams & the Cardinals: A View of Other Windows mit Tourfotografien der Band. Mit Catethrine Popper am Bass wurde im selben Jahr das Album III/IV eingespielt. 
Neal Casal verstarb am 26. August 2019 im Alter von 50 Jahren.

## Diskografie
- 2005: Cold Roses
- 2005: Jacksonville City Nights
- 2007: Easy Tiger
- 2007: Follow the Lights (EP)
- 2008: Cardinology
- 2010: III/IV
- 2011: Class Mythology (EP)